# Christuskirche (Gleisdorf)

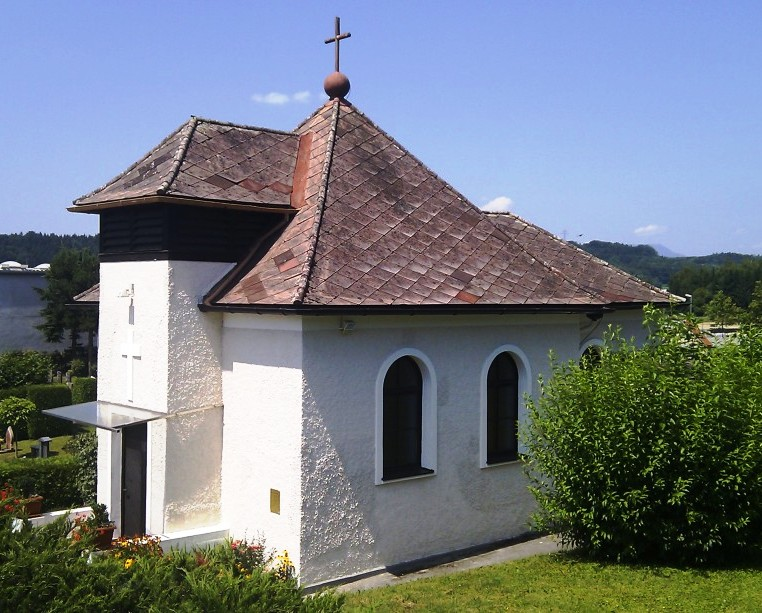
Gleisdorfer Christuskirche (2011)

Die Christuskirche ist eine evangelisch-lutherische Kirche in Gleisdorf und Pfarrkirche der Pfarrgemeinde Gleisdorf. Sie gehört zur Evangelischen Superintendentur A. B. Steiermark.

## Geschichte und Ausstattung
Der Entwurf für das einschiffige Kirchengebäude stammt von Theodor Hager, der Bau wurde vom Gleisdorfer Baumeister Paul Kirschner ausgeführt. Baubeginn war 1933; die Kirche wurde am 21. Mai 1934 durch den Superintendenten Johannes Heinzelmann und Pfarrer Otto Bardy eingeweiht.
Weil der gegenwärtige Altarraum zu diesem Zeitpunkt als Totenkammer diente, wurden 1953 – wieder unter Baumeister Kirschner – eine neue Totenkammer und eine Sakristei angebaut, die alte Totenkammer wurde daraufhin zum neuen Altarraum umfunktioniert. Die Kanzel stammt ebenfalls aus dieser Zeit. 1955, am Ende der Umbauarbeiten, wurde eine 180 Kilogramm schwere Glocke geweiht, die als Ersatz für jene Glocke, die im Zweiten Weltkrieg abgenommen worden war, angebracht.

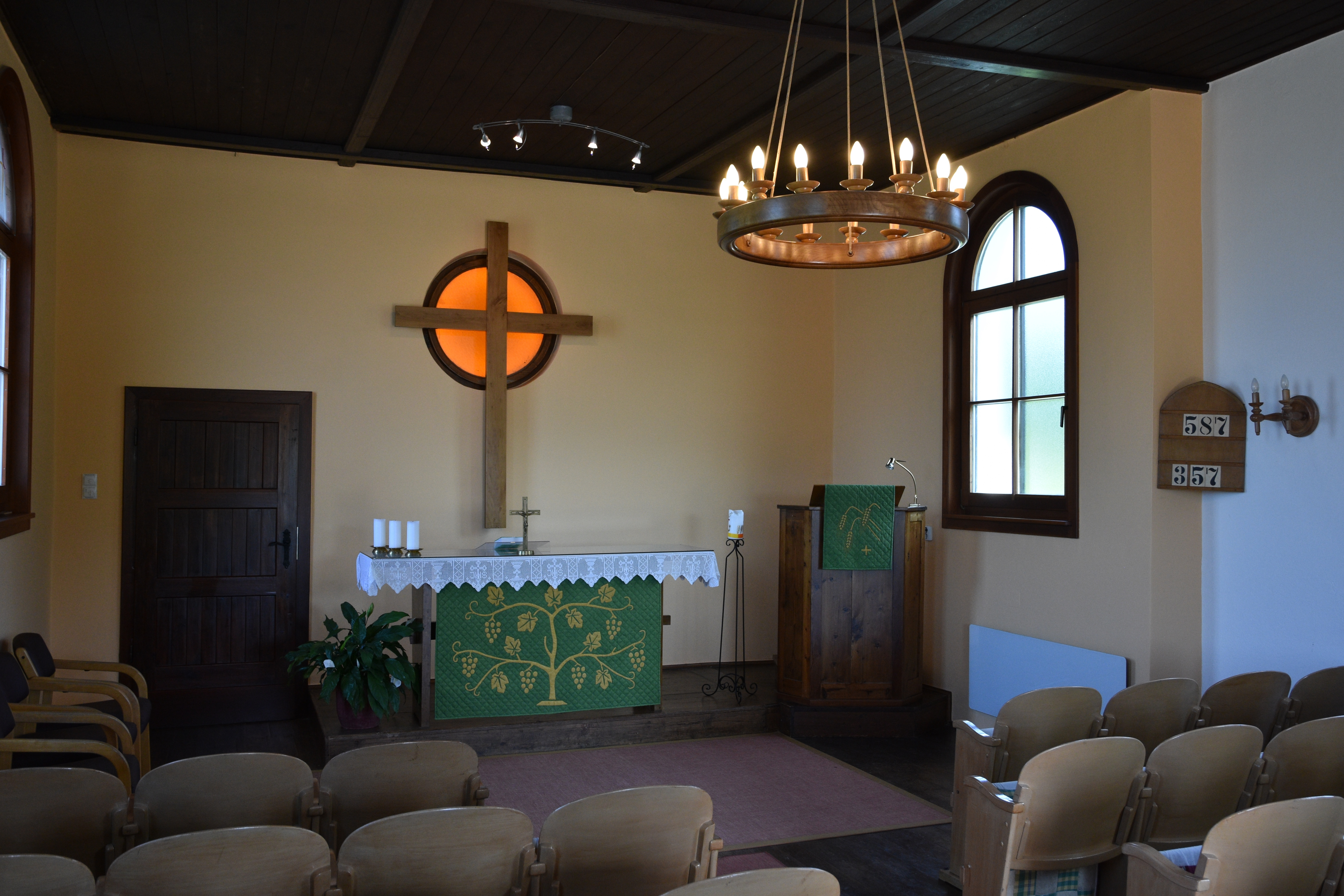
Innenansicht der Kirche

Ein Vierteljahrhundert später erfolgte 1978 die Renovierung der Christuskirche und eine neue Fassadenfärbelung. Aus der Totenkammer, die nicht mehr benötigt wurde, entstand die neue Sakristei. In den 1980er Jahren kam es zu Umgestaltungsmaßnahmen, sowohl bei den Kirchenfenstern (1986), als auch bei der Neugestaltung der Kirchenfassaden anlässlich des Sechzig-Jahr-Jubiläums (1989) der Pfarrgemeinde Weiz-Gleisdorf. Ab 2002 erfolgten schließlich die Neugestaltung des Innenraums und andere Renovierungen in den Folgejahren.
Bis in das Jahr 2000 war die Gleisdorfer Christuskirche die Friedhofskapelle und Filialkirche der Gustav-Adolf-Kirche in Weiz, seitdem ist sie die Pfarrkirche der damals eigenständig gewordenen Gleisdorfer Pfarre.